# Nationale Kids TV
Nationale Kids TV is een programma dat sinds 12 april 2006 te zien is op kinderzender Jetix. De presentatie was eerst is handen van Leon Krijgsman tegenwoordig van Kim-Lian van der Meij.
Dit programma doorkruist heel Nederland en gaat elke aflevering langs bij een andere school. De kinderen van de school moeten dan allerlei uitdagingen aangaan en zo strijden om de meeste vlaggen (die ze bij iedere uitdaging kunnen verdienen) bij elkaar te krijgen. Tegenwoordig zijn dit zogenaamde bumps. Het team dat aan het eind van het programma de meeste vlaggetjes (of nu: bumps) heeft, wint.